# 黄实 (1885年)
黄实（1885年—？），别号蘅秋，男，云南楚雄人，中国政治人物、军事人物，曾任中国国民党第二届中央执行委员会候补执行委员。